# Francisco
Francisco es un nombre de varón. De la segunda mitad del siglo XIII en adelante se extiende su uso debido al apodo que Pietro Bernardone dio a su hijo Francesco o Francisco en castellano (futuro San Francisco de Asís). Se le dio el nombre de "el francés", en honor a Francia. El nombre de Francia proviene de la tribu germana de los francos o franken, que significaba hombres libres. 
En España se usa muy frecuentemente el hipocorístico Paco; aparentemente Francisco recibe el seudónimo de Paco, porque a San Francisco de Asís se le conocía con el acrónimo de Pa(ter) Co(munitatis) ("Padre de la comunidad"), cuando fundó la orden de los Franciscanos; una explicación semejante ha recibido el hipocorístico del nombre José, Pepe, que provendría del acrónimo de P(ater) P(utativus).[cita requerida]. A pesar de que estas hipótesis basadas en acrónimos son mencionadas habitualmente en las redes, su veracidad ha sido puesta en duda por muchos expertos. En el caso de Pepe, por ejemplo, la hipótesis más establecida es que proviene de una simplificación de Josepe, la versión antigua de José. En el caso de Paco, es más incierto.
Fuera de Paco, el nombre Francisco posee otros muchos hipocorísticos menos comunes como Pancho, Pacho, Curro, Fran, Frasco o Frasquito, Chico, Quico, etc. Es posible que ya en el siglo X existiese en el Condado de Aragón el nombre Francio (pronunciado "Francho"), similar al caso de Sancho, cuya forma más primitiva fue "Sancio".

## Variantes en otros idiomas
- Albanés: Françesku
- Alemán: Franz, Franziskus; Franziska (femenino).
- Árabe: فرانشيسكو (Franchesko); فرانسيسكو (Francisco).
- Aragonés: Francho
- Armenio: Ֆրանծիսկոս (Franciskos) .
- Asturiano: Xicu
- Bielorruso: Francišak, Францішак (Frantsishak).
- Bretón: Frañsez, Fañch, Fañchig, Soaig, Saig.
- Búlgaro: Франциск (Frantsisk).
- Catalán: Francesc, Cesc, Cesco, Xesc, Xisco, Cisco, Siscu, Tito (masculinos); Francesca, Cisca, Xisca, Xesca, Fani (femeninos).
- Checo: František, Františka (femenino).
- Chino: 弗朗西斯科 (Fú lǎng xī sī kē), 法蘭西斯科, 方濟各 (católico)
- Corso: Francescu
- Croata: Franjo, Frano, Frane
- Eslovaco: František
- Esloveno: Frančišek, France, Franc, Fran, Franko
- Esperanto: Francisko
- Español: Francisco
- Estonio: Franciscus
- Euskera: Frantzisko, Pantzeska, Patzi(ku), Patxi(ku), Pantxoa, Frantxua
- Flamenco: Pago, Pagus
- Finlandés: Frans, Fransiscus
- Francés: Francis, François, Francisque (raro) (masculinos); Françoise, France, Francine (femeninos).
- Frisio occidental: Fransiskus
- Gaélico escocés: Frangag
- Galés: Ffransis
- Gallego: Farruco, Fuco[2]
- Griego: Fragkiskos (Φραγκίσκος), Frantzeskos (Φραντζέσκος), Franciscos (Φρανθίσκος) (masculinos); Fragkiska (Φραγκίσκα), Frantzeska (Φραντζέσκα), Francisca (Φρανθίσκα) (femeninos).
- Húngaro: Ferenc, Feri; Franciska (femenino).
- Indonesio: Fransiskus
- Inglés: Francis, Frank; Frances (femenino)
- Islandés: Frans
- Irlandés: Pronsias, Proinsias, Proinnsias
- Italiano: Francesco,[3] Franchino, Franco
- Japonés: フランシスコ (Furanshisuko)
- Latín: Franciscus
- Letón: Francisks
- Lituano: Francas, Pranciškus (histórico)
- Lombardo: Francesch
- Malayo: Porinchu, Pranchi, Prenju, Frenju (popular entre los católicos Syro Malabar de Kerala. Porinchu es más común en el norte cerca a la Arquidiócesis de Thrissur, mientras que Prenju y Frenju son más comunes en el sur, en la región Kuttanad de la Arquidiócesis Changanacherry).
- Maltés: Franġisk
- Napolitano: Franciscu
- Neerlandés: Frans, Franciscus
- Normando: Françouais
- Occitano: Francés
- Persa: فرانسیسکو (Fransisko)
- Piamontés: Fransesch
- Polaco: Franciszek
- Portugués: Francisco
- Rumano: Francisc
- Ruso: Франческо (Franchesko), Франциск (Frantsisk), Франц (Frants).
- Samareño: Francisco
- Dialecto samogitiano: Prancėškos
- Sardo: Franciscu
- Serbio: Францесцо (Frantsetso)
- Siciliano: Franciscu, Ciccio
- Suajili: Fransisko
- Sueco: Franz, Franciskus
- Turco: Françesko
- Veneciano: Francesco
- Vietnamita: Phanxicô
- Ucraniano: Франциск (Frantsisk).

## Santoral
- 24 de enero: San Francisco de Sales, beatificado en 1662 y canonizado en 1665.
- 9 de marzo: Santa Francisca Romana, canonizada en 1608.
- 2 de abril: San Francisco de Paula, beatificado en 1513 y canonizado en 1519.
- 18 de abril: San Francisco Solano, beatificado en 1675 y canonizado en 1726.
- 19 de mayo: San Francisco Coll, beatificado en 1979 y canonizado en 2009.
- 4 de junio: San Francisco Caracciolo, beatificado en 1769 y canonizado en 1807.
- 16 de junio: San Francisco Regis, beatificado en 1716 y canonizado en 1737.
- 3 de octubre: San Francisco de Borja, beatificado en 1624 y canonizado en 1671.
- 4 de octubre: San Francisco de Asís, canonizado en 1228.
- 3 de diciembre: San Francisco Javier, beatificado en 1619 y canonizado en 1622.
- 22 de diciembre: Santa Francisca Javier Cabrini, beatificada en 1938 y canonizada en 1946.

## Personajes conocidos

### Personajes mundiales
- Francisco, 266.º papa de la Iglesia católica.
- Francisco de Asís, santo italiano.
- Francisco de Borja, santo español, III General de la Compañía de Jesús, IV duque de Gandía,  I marqués de Lombay, grande de España y Virrey de Cataluña.
- Francisco de Asís de Borbón, rey consorte de España.
- Francisco I, rey de las Dos Sicilias.
- Francisco II, rey de las Dos Sicilias.
- Francisco de Miranda, precursor de la independencia de Latinoamérica y partícipe de la Revolución Francesa y la Independencia de los Estados Unidos.
- Francesco Borromini, arquitecto barroco.
- Francesco Petrarca, poeta.
- Francesco Sforza, duque.
- Francesc Fàbregas, jugador de la selección española de fútbol.
- Francesco Totti, jugador de la selección italiana de fútbol.
- Francis Bacon, filósofo.
- Francis Drake, pirata inglés.
- Francis Ford Coppola, director.
- Francis Poulenc, compositor.
- Franz Liszt, compositor y pianista húngaro.
- José Francisco de San Martín el Libertador de Argentina, Chile y Perú.
- Francisco de Goya, pintor español.
- Francisco Pizarro, conquistador del Perú.
- Francisco Rodríguez, economista venezolano.
- Francisco Usón, militar venezolano
- Francisco Bolognesi, Héroe Nacional del Perú.
- Francisco I, rey de Francia.
- Ferenc Puskás, futbolista del Real Madrid y de la selección húngara.
- François Mitterrand, presidente francés.
- Frank Gehry, arquitecto.
- Frank Lloyd Wright, arquitecto.
- Frank Sinatra, cantante.
- Frank Capra, director de cine.
- Frank Zappa, compositor estadounidense.
- Franz Beckenbauer, campeón del mundo con la selección alemana de fútbol.
- Franz Kafka, escritor checo.
- Franz Josef Karl von Habsburg, conocido en español como Francisco José I; emperador de Austria-Hungría.
- Franz Joseph Karl von Habsburg-Lothringen, emperador del Imperio austríaco.
- Francisco Ignacio Madero González, presidente de México.

### Otros personajes de ese nombre en el mundo hispanoparlante
- Paco de Lucía, guitarrista español.
- Paco Rabanne, diseñador de moda español.
- Francisco (cantante), cantante español.
- Francisco (caricaturista), caricaturista español.
- Francisco Dueñas, gobernante de El Salvador en el siglo XIX.
- Francisco Franco, general y dictador español.
- Francisco Gento, jugador de fútbol.
- Francisco Ibáñez, dibujante de cómics español, "padre" de Mortadelo y Filemón, entre otros.
- Paco Martínez Soria, actor español.
- Francisco Maturana, técnico de fútbol colombiano.
- Francisco Rodríguez Prat, cantante y modelo chileno.
- Francisco Javier Rodríguez Vílchez (Francisco); futbolista del Club Granada 74.
- Francisco de Rojas Zorrilla,  dramaturgo español.
- Francisco Villa, revolucionario mexicano.
- Francisco Umbral, escritor español.
- Francisco Coloane, escritor chileno.
- Francisco Xavier Mina, militar español.
- Paco Herrera, cantautor andaluz.
- Paco Moncayo, político ecuatoriano exalcalde de Quito, candidato a presidente por el Acuerdo Nacional por el Cambio.
- Fran González, futbolista español que jugó toda su vida en el Real Club Deportivo de La Coruña.
- Francisco de Quevedo, escritor español del Siglo de Oro.
- Curro Romero, torero español.
- Francisco Alarcón, futbolista español
- Paquito Navarro, jugador profesional de pádel español.